# Nissan Junior
Nissan Junior — серия среднеразмерных пикапов, выпускавшихся компанией Nissan с 1956 по 1982 год. В иерархии занимали промежуток между Datsun Truck и автомобилями повышенной грузоподъёмности производства Nissan Diesel. По габаритам модель превосходит Toyota Stout.

## Первое поколение

### B40 (1956—1960)

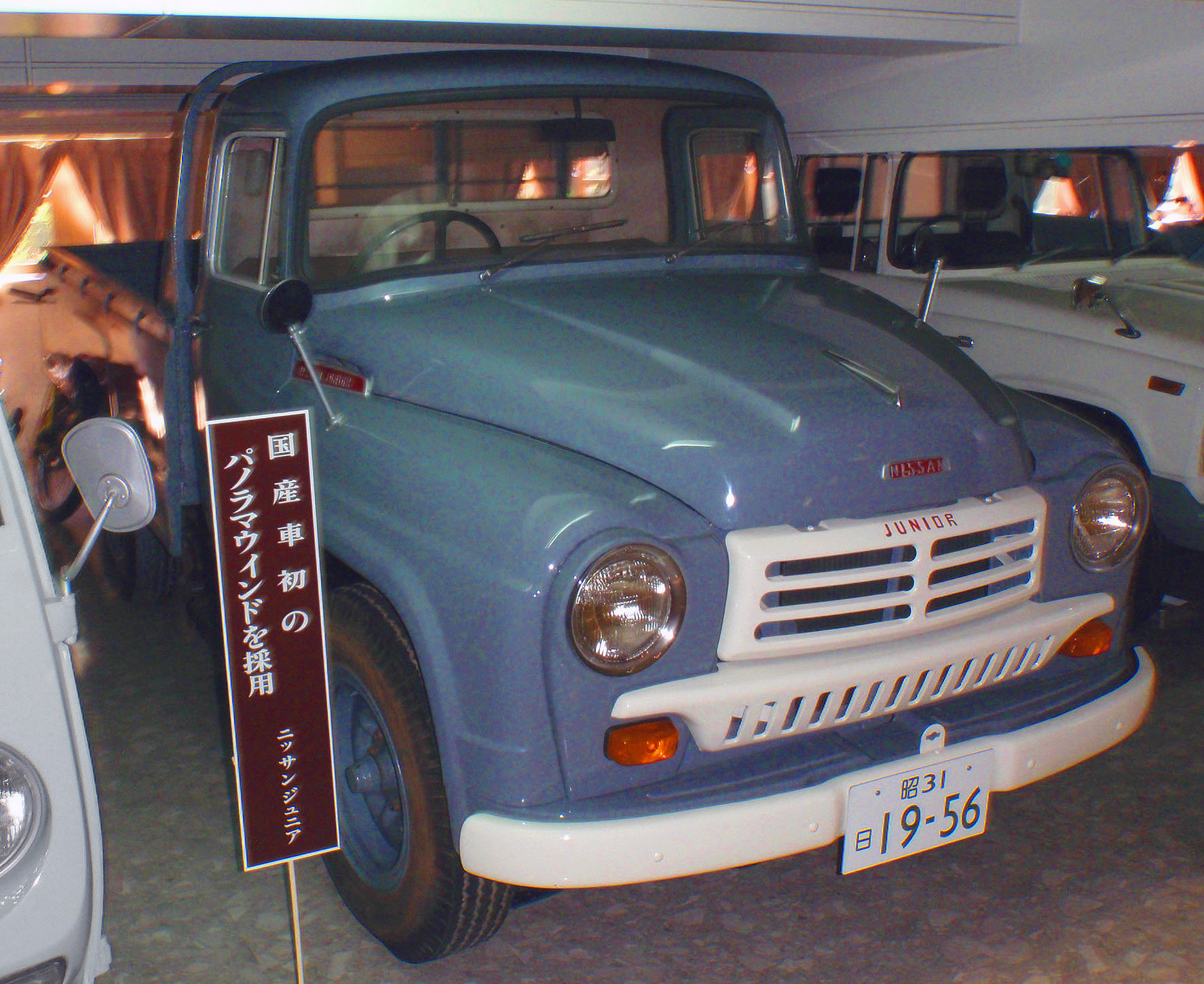
Nissan Junior (B40)

B40 Junior впервые был представлен в октябре 1956 года. Автомобиль мог перевозить 1,75 тонн груза и трёх пассажиров. Колёсная база составляла 2500 мм. Фургон получил индекс VB40.
B40 оснащался четырёхцилиндровым двигателем 1H объёмом 1,5 л (1489 см3). В декабре 1957 года появилась бескапотная версия Junior Caball C40.
Изначально двигатель развивал мощность 37 кВт (50 л. с.) при 4400 об/мин и максимальную скорость 90 км/ч. В августе 1958 года была представлена версия B42 с двигателем мощностью 42 кВт (57 л. с.). Бескапотный Junior Caball стал называться C42.
В разное время автомобиль выпускался в виде панельного фургона, фургона с остеклением (VSB42), автоцистерны и вакуумного автомобиля (EGB42).

### B140 (1960—1962)
B140 отличается от B40 изменённой радиаторной решёткой и колёсной базой, удлинённой до 2610 мм. Автомобиль стал оснащаться двигателем Nissan G, который также устанавливался на Nissan Cedric. Двигатель имел объём 1488 см3 и развивал мощность 52 кВт (71 л. с.) при 5000 об/мин. Максимальная скорость составляла 95 км/ч. Впервые автомобиль был представлен в апреле 1960 года. Автомобиль грузоподъёмностью 1,25 тонн назывался B140 (B), а автомобиль грузоподъёмностью 1,75 тонн — B140 (A).

## Второе поколение

### 40 (1962—1966)

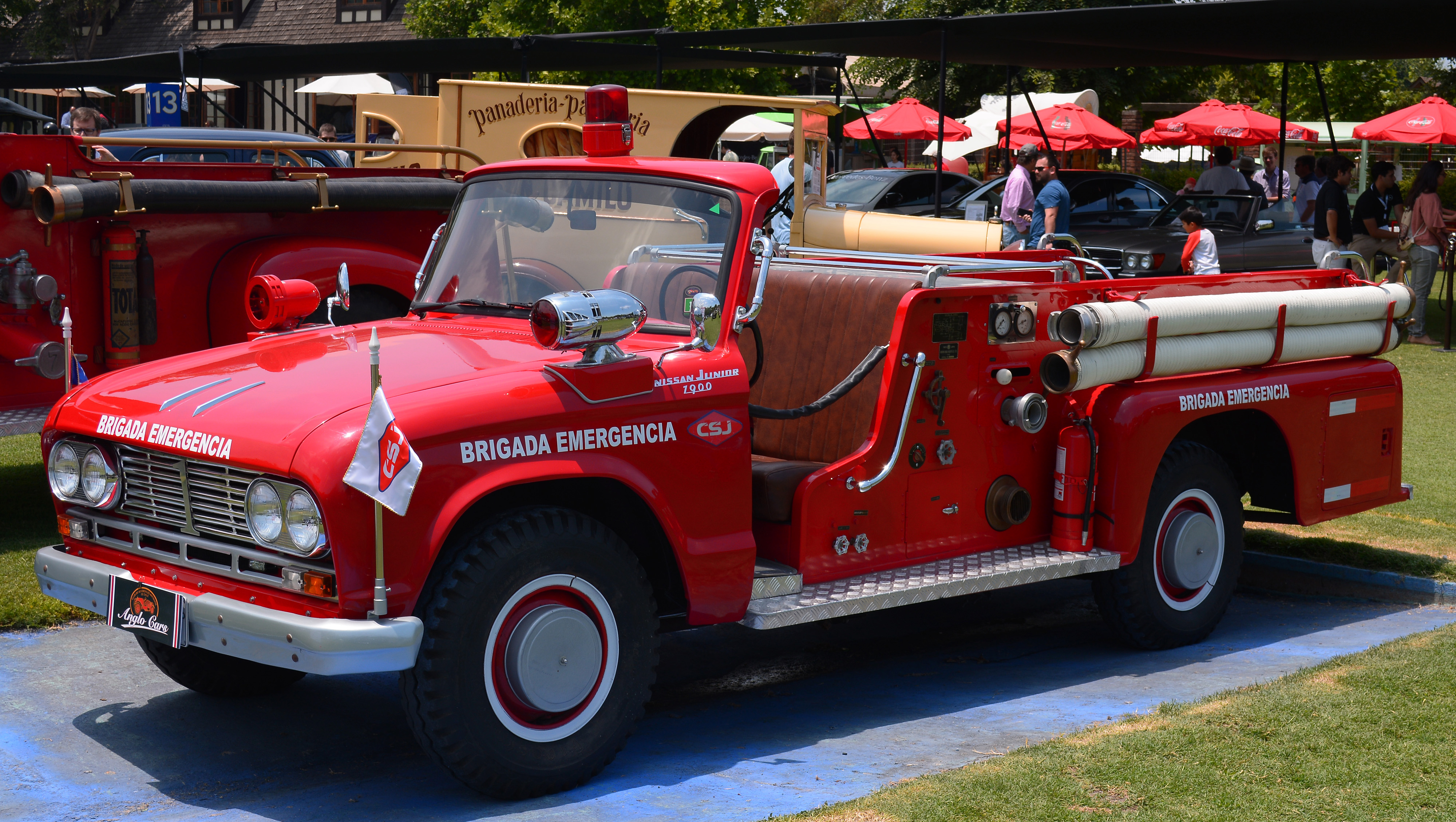
Nissan Junior 1900

40 серия была представлена в январе 1962 года. По дизайну автомобиль был более современным: 4 фары расположены горизонтально, а крылья, по сравнению с предшественником, интегрированы. Передняя подвеска независимая, а колёсная база увеличена до 2800 мм. Версия N40 сохранила 1,5-литровый двигатель G мощностью 52 кВт (71 л. с.). Также автомобиль оснащался 1,9-литровым (1883 см3) двигателем H мощностью 63 кВт (85 л. с.), который также устанавливался на Nissan Cedric 31. Двигатель развивал максимальную скорость 110 км/ч.
Экспортные версии развивали мощность 57—69 кВт (77—92 л. с.). В июле 1962 года в модельный ряд был добавлен пожарный автомобиль FR40 класса «А-1» с 4,0-литровым шестицилиндровым двигателем P мощностью 92 кВт (125 л. с.).
Первые автомобили 40 серии имели белую радиаторную решётку из двух частей. В верхней части было семь тонких поперечин и три вертикальные планки, в то время как в более широкой нижней части было четыре отверстия. В 1964 году верхняя часть была хромирована, а нижняя окрашивалась в цвет кузова. На радиаторной решётке присутствовал красный логотип «Junior».
В то же время была представлена дизельная версия Q40 с 2,2-литровым дизельным двигателем SD22 мощностью 52 кВт (70 л. с.). Внешним отличием являлся шильдик «дизель» на крыльях с надписью 1900.

### 41 (1966—1970)
В 1961 году преемником 40 серии стала 41, отличающаяся двигателем H20 с объёмом, увеличенным с 1,9 до 2,0 л (1982 см3), мощностью 68 кВт (92 л. с.) и максимальной скоростью 120 км/ч. 1,5-литровый двигатель был снят с производства, а версия с дизельным двигателем получила индекс Q41. Двигатели экспортных версий развивали мощность 74 кВт (99 л. с.). Автомобили Nissan Junior 41 серии отличаются шильдиком 2000 (вместо 1900). В 1967 году автомобиль был модернизирован.
Как и в случае с 40 серией, существовали также версии 41A, 41E, F41 и FR41 (пожарный автомобиль). В 1968 году появилась радиаторная решётка с широкими верхней и нижней перекладинами и тремя узкими перекладинами между ними. В сентябре 1970 года автомобиль был снят с производства.

## Третье поколение

### 140/141 (1970 — настоящее время)

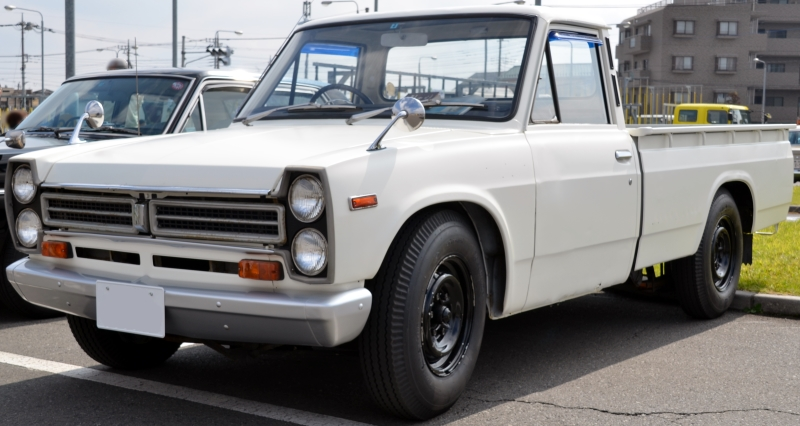
Nissan Junior 140

140 серия была представлена в октябре 1970 года. Несмотря на то, что она современнее 41-й серии, продажи были неудовлетворительными, и компания Nissan отменила экспорт автомобилей за пределы Азии. В дилерских центрах Prince автомобиль назывался Nissan Miler. На японском внутреннем рынке автомобиль оснащался только бензиновыми двигателями: 2,0-литровым H20 мощностью 68 кВт (92 л. с.), 1,6-литровым J16 мощностью 55 кВт (75 л. с.) и 2,4-литровым Z24. На других рынках автомобиль оснащался также дизельным двигателем SD22 мощностью 44 кВт (60 л. с.). Все двигатели четырёхцилиндровые, с двумя клапанами на цилиндр. Грузоподъёмность модели N140 составляла 1,5 тонны, а остальных — 2 тонны. Пожарный автомобиль стал называться W-Cab.
В 1972 году мощность двигателя H20 снизилась до 68 кВт (92 л. с.). Автомобиль стал оснащаться 16-дюймовыми дисками (вместо 15-дюймовых), а колёсная база была сокращена на 6 см. В 1979 году была представлена улучшенная модель 141, соответствующая нормам выбросов по выхлопным газам 1975 года.
В 1982 году в Японии автомобиль Nissan Junior был снят с производства без преемника.

### Иран
В 1970 году сборка автомобилей Nissan Junior началась в Иране компанией Zamyad Co. Изначально автомобили оснащались 2,0-литровыми двигателями H20. В 1986 году производственная база переехала в SAIPA, где на Junior устанавливались 2,4-литровые двигатели Z24 от пикапов Nissan/Datsun 720. В 1998 году производство автомобиля вновь началось на заводе компании Zamyad Co., где автомобиль выпускается под названием Shooka. С 2008 года на Zamyad Shooka устанавливаются 2,8-литровые четырёхцилиндровые двигатели FAW CA4D28C4-1 на базе Isuzu 4JB1 мощностью 68 кВт (93 л. с.) при 3600 об/мин и крутящим моментом 225 Н·м при 2600 об/мин. Максимальная скорость стала составлять 160 км/ч.